# ديفيد ويليامسون كارول
ديفيد ويليامسون كارول (بالإنجليزية: David Williamson Carroll)‏ هو قاضي ومحامي وسياسي أمريكي، ولد في 11 مارس 1816 في بالتيمور في الولايات المتحدة، وتوفي في 24 يونيو 1905 في ليتل روك في الولايات المتحدة. انتخب عضو مجلس نواب أركنساس.